# 基斯通 (愛荷華州)
基斯通（英語：Keystone）是一個位於美國愛荷華州本頓縣的城市。

## 地理
基斯通的座標為41°00′03″N 92°11′55″W / 41.00083°N 92.19861°W，而該地的平均海拔高度為269米（即883英尺）。

## 人口
根據2010年美國人口普查的數據，基斯通的面積為1.17平方千米，均為陸地。當地共有人口622人，而人口密度為每平方千米531人。